# GOLGOLGO
『GOLGOLGO』（ゴルゴルゴ）は、2000年4月から2006年12月29日まで、AIR-G'（エフエム北海道）で毎週金曜 19:00 - 19:55（JST）に放送されていた、生放送のラジオ番組。
本項目では前身である『GOLGO』（ゴルゴ）についても併せて取り扱う。また本番組の終了直後の2007年1月から3月まで、『GOLGO』時代も含めた過去の本番組の名場面による再編集版『GOLGODON』（ゴルゴドン）も同局にて放送された。

## 概要
『GOLGO』としては1998年4月から2000年3月まで放送、2000年春の改編に合わせて『GOLGOLGO』に改題された。
改題前後を通してTEAM NACSの大泉洋と安田顕がパーソナリティを務め、この両名が毎週テーマ（今週の議題）に沿ったトークを繰り広げる、というのが基本的な番組内容であった。後に安田が「ラジオだからできることなんだろうと、（テレビで映像として）映るとダメなことをやっていた」と話しており、「Hギリギリセーフ」や後述の「ヘコイダーマン」、「安田の肛門のシワの数クイズ」など、金曜のゴールデンタイムとしては毛色の変わったテーマを取り扱うことも多く見られた。また、時には大泉・安田による対決企画も度々行われており、安田の得意なビートルズのイントロクイズで対決した際には、大泉の姑息な手段（曲の途中からのイントロ）に嵌まり、番組エンディングで当時新規加入した安田の携帯電話の番号を番組中に公表。放送終了間際に安田の携帯にいたずら電話が入り続けるという一幕も見られた。
前述の通り生放送というスタイルであるが、大泉・安田の都合がつかない時は事前の収録分を放送することもあった他、安田が別の仕事で番組を欠席した際には、安田弘史（安田の父親）が出演したこともある。
本番組と同時期には、札幌コミュニティ放送局（ラジオカロスサッポロ）にて、森崎博之をはじめとするTEAM NACSの他のメンバーによる『森崎博之の元気出していこうぜ!』（1997年10月 - 1999年3月）が放送されており、同番組内でも時折本番組の話題が挙がることもあった。
テーマ曲はUNITED FUTURE ORGANIZATION「The Planet Plan」。
ジングル等もUNITED FUTURE ORGANIZATIONの楽曲が使用されていた。

### ヘコイダーマン
半年に1度の聴取率調査の時期には、安田が扮する「ヘコイダーマン」というキャラクターが登場し、屁を1発出すごとに、札幌時計台ビル（AIR-G'が入居するビル。地上14階建て）やさっぽろテレビ塔（業務用階段で地上44階建て）の階段を1段ずつ登る、という企画も生放送で行われた。ヘコイダーマンの名前はスパイダーマンをもじって名付けており、安田が他の人より屁が出やすい体質であることから行われた。放屁した際のファンファーレはジェリー・ゴールドスミスの「Star Trek:The Motion Picture」の冒頭が使われた。
ヘコイダーマン登場の際には、テレビ塔周辺にヘコイダーマンを応援するリスナーが多数訪れ、テレビ塔周辺は異様な雰囲気に包まれた。聴取率も高かったようである。また、聴取者参加として、リスナーに電話をつなぎ、屁を出してもらった分も階段を登れるという、ハンドインハンドならぬ「へンドインへンド」もあった。
2006年12月8日には、年内で番組が放送終了するのに合わせ「へコイダーマン・フォーエバー」という企画を実施。前回終了地点のテレビ塔27階から19:00過ぎにスタートし、最上階の44階への到達を目指した。この時のへコイダーマンは、番組開始20分で企画終了かと思わせるほどの屁の勢いを見せ、その後は番組内で曲の流れる間に5、6発は出しながらも屁を少し我慢しつつ、19:40ごろに最上階の44階に無事到着した。番組放送中、テレビ塔の下には100人程が集まりへコイダーマンを見守っており、到着した瞬間テレビ塔下は拍手喝采となるが、事情を知らない観光客やサラリーマンは驚いていた。残念なことに、テレビ塔にはAIR-G'の中継局があるため、回線がこんがらがり、到着後の最後の安田の言葉を電波に乗せることができなかったという。
この企画のために、安田は放送の3日前から大便を我慢し、空気を口から飲んで万全の体制で挑んだが、本番中にガスが出ず実が出てしまうという「ヘコイダー・トラブル」が発生した。慌てて曲を入れて、その間にトイレで用を済ませた。また、この日は、番組のゲストに樋口了一が来ていたが、前述の通り樋口の曲の途中にへコイダーマンの屁が入る、というアクシデントも発生している。

### 水曜どうでしょう関連
『GOLGO』開始から間もない1998年5月15日放送分にて、放送終了間際の19:51ごろ、大泉・安田が、母校・北海学園大学のアメフト部員らに連行されるという事態が発生した。
これは本番組と同時期に、HTBにて放送されていた深夜番組『水曜どうでしょう』の企画・「十勝二十番勝負」の収録の一環であり、連行直後には『どうでしょう』の出演者兼構成作家の鈴井貴之が飛び入りで出演し、リスナーに事情を説明するという一幕も挿まれた。このようにすべて演出の上での事態ではあるが、その過程で数十秒間にわたりラジオを無音にする、副次的ながらも現実の放送事故も引き起こしたほか、実際に事件が発生したと信じた聴取者からの問い合わせ・苦情が、AIR-G'・HTBの両社に寄せられた。
この一部始終は、同番組の1998年5月27日放送分（同企画の第1夜）にて放送されたが、前述した事情から、後年の再放送では当該演出部分をカット（『どうでしょうリターンズ』、『水曜どうでしょうプレミア』）、もしくは企画自体を欠番（『水曜どうでしょうClassic』）とする形で放送が見送られており、2024年現在当該演出部分も含めた完全な形での視聴手段は、2009年に発売された同番組のDVD第11弾のみとなっている。
同番組との関わりについてはこれ以外にも、同年8月に放送された同番組の企画「門別沖釣りバカ対決」の後枠にて、安田がGOLGOライブの宣伝を行ったこともある。

## 関連番組
- G-BooM!
- 顕さんの丑三つ前

いずれも安田が本番組と並行して、AIR-G'で担当していた音楽番組。
- NACS GOTTA ME!
- R

いずれも大泉・安田らTEAM NACSのメンバーが本番組と並行して、AIR-G'で担当していた番組。